# 北京西駅
北京西駅（ペキンにしえき）は、中国の北京市豊台区蓮花池東路にある、中国国家鉄路集団（CR）と北京地下鉄の北京地下鉄の駅。西客站と称されることもある。

## 概要
占地面積51万平方メートル、建築面積17万平方メートルで、アジアで最も大きな駅の一つである。

### 利用可能な鉄道路線
中国国家鉄路集団
京九線と京広線の始発駅であり、香港へ直通で行ける。また中国南西部、中国北西部さらにベトナムなどへの玄関口となっている。更には、ハルビン駅、長春駅、瀋陽駅と台湾を除く中華人民共和国内全ての省の首府へ発着する列車が存在する。2015年には北京駅と北京西駅を結ぶ北京地下直径線が開業した。
京九線
京広線
京石旅客専用線
京雄都市間鉄道
北京地下直径線
北京地下鉄
■ 9号線
■ 7号線

## 歴史
- 1996年1月21日 - 開業。
- 1996年9月1日 - 京九線が開業。
- 2011年12月31日 - 9号線が開業。
- 2012年12月26日 - 京港旅客専用線が開業。
- 2014年12月28日 - 7号線が開業。
- 2015年3月20日 - 北京地下直径線が開業。

## 駅構造

### 中国国家鉄路集団
駅舎は高さ90mの高層ビルで「品」の字の形をしている。また、駅の隣には8万本以上の蓮が植えられている蓮花池という池がある。

### 北京地下鉄
島式ホーム2面4線を有する地下駅。外側2線を9号線、内側2線を7号線が使用している。
| B1 駅舎   | 北京西駅へ               |                          |
| B2 ホーム | ←■9号線 国家図書館駅方面 | ←■9号線 国家図書館駅方面 |
| B2 ホーム | 島式ホーム               |                          |
| B2 ホーム | ←■7号線 終点             |                          |
| B2 ホーム | ■7号線 環球度假区駅方面→ |                          |
| B2 ホーム | 島式ホーム               |                          |
| B2 ホーム | ■9号線 郭公荘駅方面→     |                          |

## 利用状況
1日の平均乗降者数は、7～8万人。春節のピーク時は約13万～18万人になる。
1996年に開業してからは、北京駅とともに北京の2大ターミナル駅と言われている。

## 駅周辺
- 北京世紀壇病院
- KFC

## 隣の駅
中国国家鉄路集団
京九線
北京西駅 - 広安門駅
京広線
後鋁村駅 - 北京西駅
北京地下直径線
北京駅 - 北京西駅
京石旅客専用線
北京西駅 - 涿州東駅
京雄都市間鉄道
北京西駅 - 北京大興駅
北京地下鉄
■9号線
軍事博物館駅 - 北京西駅 - 六里橋東駅
■7号線
北京西駅 - 湾子駅